# La Boïga (Abella de la Conca)

La Boïga, respecte del terme d'Abella de la Conca

La Boïga és una petita partida rural del terme municipal d'Abella de la Conca, a la comarca del Pallars Jussà.
Situat al nord-est de la vila d'Abella de la Conca, a la vall alta del riu d'Abella, és just al nord de les ruïnes de Casa Bernardí. Aquesta boïga -terres guanyades al bosc talant arbres per a establir-hi peces de conreu- formava els camps immediats a la masia esmentada.
Està formada per les parcel·les 90 del polígon 1 d'Abella de la Conca, i consta només de 0,3151 hectàrees amb tota mena de terrenys, però amb predomini de conreus de secà, camps d'ametllers i arbres de ribera.

## Etimologia
Tal com explica Joan Coromines, una boïga és una artiga, camp romput o desermat a fi de conrear-lo. És un mot d'origen probablement cèltic, a partir de l'arrel boud- (guanyar, vèncer), procedent de l'indoeuropeu bhoudh-. Es tracta d'un topònim antic, tardomedieval o d'època moderna.